# رسانه فیلمسازان مولود
رسانه فیلمسازان مولود یا به‌اختصار رسانه فیلمسازان یک شرکت توزیع فیلم در ایران است.
مدیر این شرکت حبیب اسماعیلی تهیه‌کننده سینما می‌باشد و پخش فیلم‌های پرفروشی همچون من سالوادور نیستم و اکسیدان را بر عهده داشته‌است.

## فیلم‌ها
- غیبت موجه
- از ما بهترون
- بی‌تابی بیتا
- قبرستان غیرانتفاعی
- مجرد ۴۰ ساله
- شیفت شب
- خنده در باران
- ساکن طبقه وسط
- ملبورن
- زندگی جای دیگریست
- مرگ ماهی
- اسب سفید پادشاه
- ۳۶۰ درجه
- سگ‌های پوشالی
- کفشهایم کو؟
- ارسال یک آگهی تسلیت برای روزنامه
- دزد و پری
- ناردون
- رفقای خوب
- من سالوادور نیستم
- طبقه هساث
- گیتا
- مشکل گیتی
- وارونگی
- سه بیگانه
- نقطه کور
- اکسیدان
- غیرمجاز
- دخترعمو و پسرعمو
- وقتی برگشتم…
- خرگیوش
- ناخواسته
- به وقت خماری
- کاتیوشا
- همه چی عادیه
- لازانیا
- پیشونی سفید ۲
- دزد و پری ۲
- پارادایس
- وکیل مدافع
- کار کثیف
- سرکوب
- کروکودیل
- درخونگاه
- برای مرجان
- شین
- بابا سیبیلو
- هولیا
- سلفی با رستم
- سفر پرماجرا
- نیلگون
- سودابه